# MOB Price
 Denne artikel bør gennemlæses af en person med fagkendskab for at sikre den faglige korrekthed.

MOB Price er en militærlejr i Afghanistan. MOB Price er en forholdsvis "åben" lejr, hvor mange civile også har deres daglige gang.
Bemanding og nationaliteter
Ved fuld bemanding er der ca. 700 folk af forskellige nationaliteter.
Område, størrelse og klima
MOB Price ligger lige op til Helmand-floden og Gereshk, som ikke decideret er Helmands hovedstad, men kan nærmere beskrives som provinsens hjerte, da den spiller en enorm rolle hvad angår handel, politik og udvikling. Det er en by som har været igennem utrolig meget, siden ISAF styrkerne for alvor kom til området i 2006.Fra at have været noget nær en spøgelsesby for få år siden, er den nu blevet et symbol på udvikling og en fremtid for et nyt Afghanistan.
Indersinden af hegnet i MOB Price måler ca. 5 km. i omkreds. Temperaturen kan nå op på 50 C i sommerperioden. (maks. temperatur nås i juli måned) Om natten er der ret køligt.
Sikkerhed
Området er at betragte som relativt sikkert. Et bosnisk vagtkompagni har overtaget sikringen af MOB Price i Helmand. Enheden, der er certificerede efter NATO's standarter, kommer fra 4. brigade i Mostar og tæller 45 mand der roterer hver 3. måned.
Kontaktmuligheder 
Mobiltelefon – om end lidt, så er der ind imellem dækning.
Velfærdstelefoner – der forefindes telefoner som soldater & ansatte må benytte 24 timer. Der er principielt set ingen begrænsning på, hvor mange gange der ringes i døgnet. Du kan dog ikke ringe til disse telefoner.
Internet. – der er adgang til internettet via velfærdscomputere.
Minimize – er lidt et "fyord". Det betyder, at der af sikkerhedsmæssige årsager bliver lukket ned for al kommunikation.
Bofaciliteter
I beboelsesteltene har hver mand ca. 4 kvm afskærmet (med teltdug) privatliv, hvor der står en feltseng, er en hængende hylde og en trækasse til deres ting. Hvert beboelsestelt har deres egne toiletter og badefaciliteter.
Helmands bedste køkken
Måltiderne bliver indtaget på Cookhouse, hvor der serveres et bredt udvalg til både morgenmad, frokost og aftensmad. I Price kan soldaterne hver dag vælge mellem 8 hovedretter og slutte af med et rigt udvalg af kager. Køkkenet går for at være det bedste i Helmand.  
Fritiden i Price
Tiden er delt op i ca. 75 % arbejde og 25 % fritid. Dagende glider ind i hinanden, og på en udsendelse er weekend et ukendt fænomen. Det er derfor vigtigt med adspredelse i fritiden. Der bliver naturligvis solbadet en del. De fleste har en computer de ser film, hører musik eller spiller på. Der findes også et fritidsområde med TV, et udvalg af bøger og blade samt bordfodbold. Derudover findes bl.a. et træningscenter, hvor spinning er ret populært. Der bliver også dyrket en del crosstræning. Mange løber en tur på de 5 km. rundt ved hegnet. Endvidere er der mulighed for at spille bordtennis og volleyball. Og der arrangeres også fodboldkampe.   
Kuffen er samlingssted
Morgen, middag og aften er KFUK's soldatermission i lejren – kaldt "Kuffen" – samlingssted. Her mødes folk på kryds og tværs af rang og nationalitet til en kop kaffe eller en kold sodavand..Og her arrangeres pokeraftener, bingo, fodboldaften og andre aktiviteter.   
Hygiejne og sandstøv
Standarten for, hvor rent der er i Price, er høj. Inden måltiderne indtages på Cookhouse, gennemgås meget restriktive hygiejneprocedurer for håndvask og efterfølgende afspritning. Sand og støv kan dog ikke undgås i det ørkenprægede område. Det betyder, at der altid ligger en hinde af støv alle steder, også i sengene.   
Mediccentret i Price 
I Price er der tre gange om ugen mulighed for, at de lokale kan komme ind i lejren og modtage behandling for deres skader og sygdomme, og det er der mange der benytter sig af. Den store indsats, som de danske og britiske læger og sygehjælpere gør på dette område, har en stor del af æren for, at 80% af befolkningen i dag har adgang til lægehjælp imod de 8% som havde det for få år siden.